# 瓦尔赫伦岛
51°31′17″N 3°34′56″E / 51.52139°N 3.58222°E
瓦尔赫伦岛（荷蘭語：Walcheren，荷蘭語發音：[ˈʋɑlxərə(n)] ⓘ）原先是一座位于荷蘭泽兰省斯海尔德河口的岛屿，它位於北部的東海爾德與南部的西海爾德之間，大致呈菱形。面向北海的兩側由沙丘組成，其餘的海岸線由堤壩組成，米德爾堡位於其中心。因围海造田逐渐与荷兰大陆相连。